# Star Fox 2
Star Fox 2 är ett shoot 'em up-spel som ursprungligen utvecklades för Super Nintendo Entertainment System av Nintendo EAD och Argonaut Software och publicerades av Nintendo. Spelet var planerat att ges ut 1996, men avbröts strax innan då fokus istället skiftade till en ny efterföljare som planerades till Nintendo 64, Lylat Wars. Spelet är kronologiskt den direkta uppföljaren till Star Fox (1993).
Star Fox 2 fortsätter Star Fox-teamets kamp mot kejsaren Andross, som försöker erövra Lylat-systemet. Det introducerar semi-realtidsgameplay, nya skeppstyper, nya Star Fox-medlemmar och en mer avancerad 3D-spelmotor.
Trots att Star Fox 2 var nästintill färdigutvecklat så avbröt Nintendo sin release på grund av den då kommande utgivningen av Nintendo 64-konsolen och förändrade förväntningar på 3D-spel. 2017 släpptes det istället i en färdigställd version som en del av Super NES Classic Edition.

### Fotnoter
1. ↑  ”Nintendo avtäcker SNES Classic – skeppas med Star Fox 2!”. FZ. 26 juni 2017. https://www.fz.se/nyhet/273600-nintendo-avtacker-snes-classic-skeppas-med-star-fox-2. Läst 22 juli 2018.